# Islamisk arkitektur
Den islamiske arkitektur har traditionelt været orienteret mod det abstrakte og geometriske, på samme måde som islamisk kunst i almindelighed. 
Islamisk kultur har en historie på omkring 1.300 år og en geografisk udbredelse fra Spanien til Indonesien, fra Centralafrika til det sydlige Rusland. Den omfatter mange forskellige traditioner, enten sociale, kulturelle, politiske eller religiøse synsvinkler. Alle  indfaldsvinkler har gennem skiftende epoker sat deres præg på den fælles muslimske kulturtradition. Arkitekturen har flere fællestræk med kunsten inden for det islamske kulturområde: først det nonfigurative, dernæst træk som symmetri, heldækkende geometriske mønstre på ydervæggene, arabesker, kalligrafiske ornament og klare farver. 
Arkitektoniske træk, som forekommer i hele den arabiske verden er hypostylene, gårdspladsen med fontæner og omkransende hvælvinger, nicher, iwan (en portaltype), kuppelen som omkranses af minareter, og ikke mindst mihrab, den rigt dekorerede niche i moskeen, som viser bederetningen mod Mekka.
- Wikimedia Commons har flere filer relateret til Islamisk arkitektur

| Islam | Spire Denne islamartikel er en spire som bør udbygges. Du er velkommen til at hjælpe Wikipedia ved at udvide den. |